# Битка код Хелидон Хила
Битка код Хелидон Хила вођена је 19. јула 1333. године између енглеске војске предвођене краљем Едвардом III са једне и шкотске устаничке војске предвођене Арчибалдом Дагласом са друге стране код узвишења Хелидон Хил Нортамберленду, у Енглеској. Завршена је победом Енглеске.

## Битка
Напустивши опсаду Берик-апон-Твида након доласка шкотске деблокадне војске, краљ Едвард је поставио главнину своје војске на Хелидон Хил у три групе. Језгро су чинили сјахали коњаници, а крило стрелци. На свакој страни је било око 15.000 људи. Шкоти су, пењући се уз вис, претрпели знатне губитке па су зато поколебани стигли до Енглеза. Када су проредили шкотске редове, Енглези су узјахали и разбили остатак војске. Шкотски војсковођа Арчибалд Даглас изгубио је живот у бици.